# Launaea arborescens

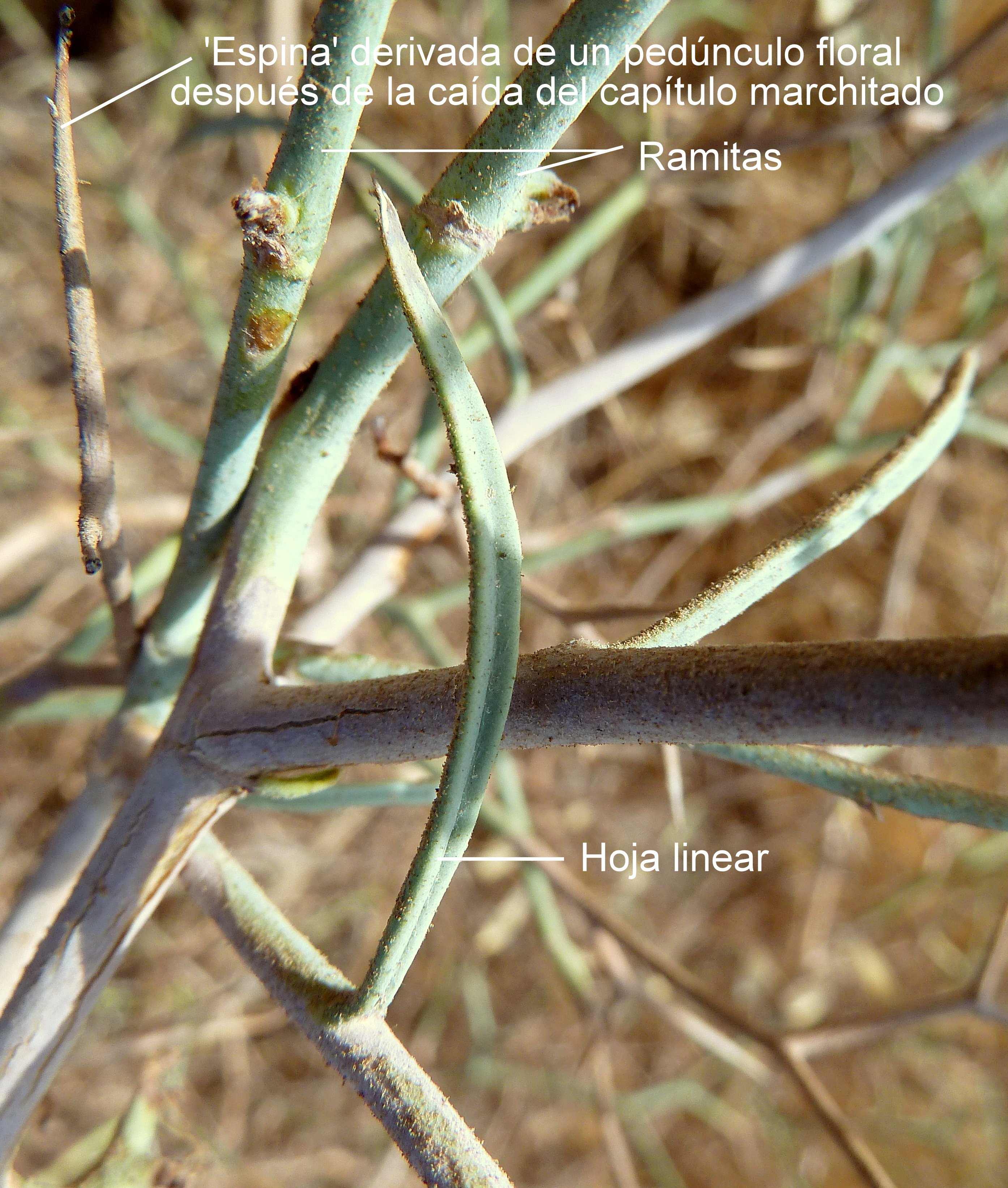
Hojas lineares y seudoespinas: detalle

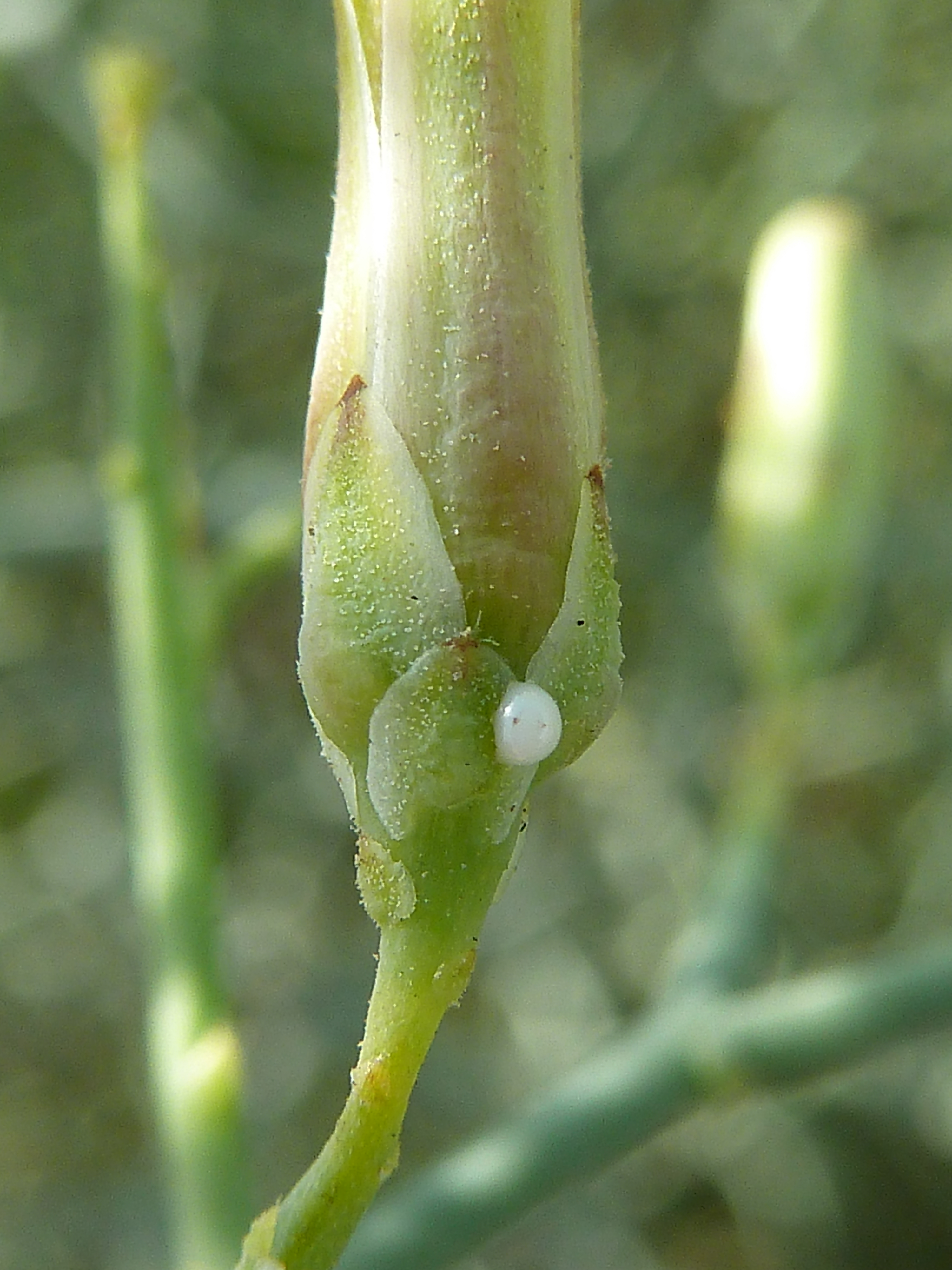
Detalle de las brácteas involucrales estrenas; exudación de látex

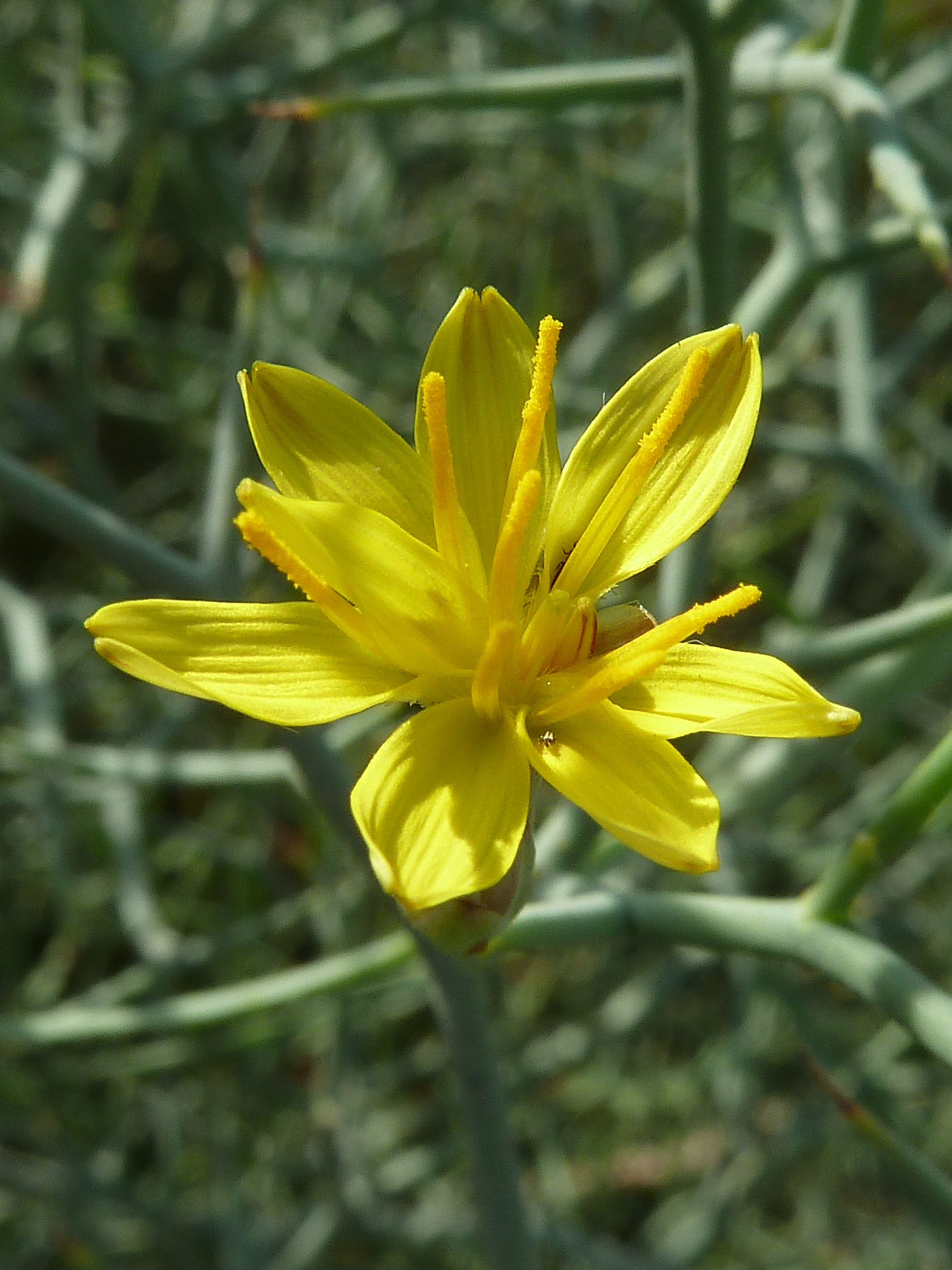
Capítulo: detalle

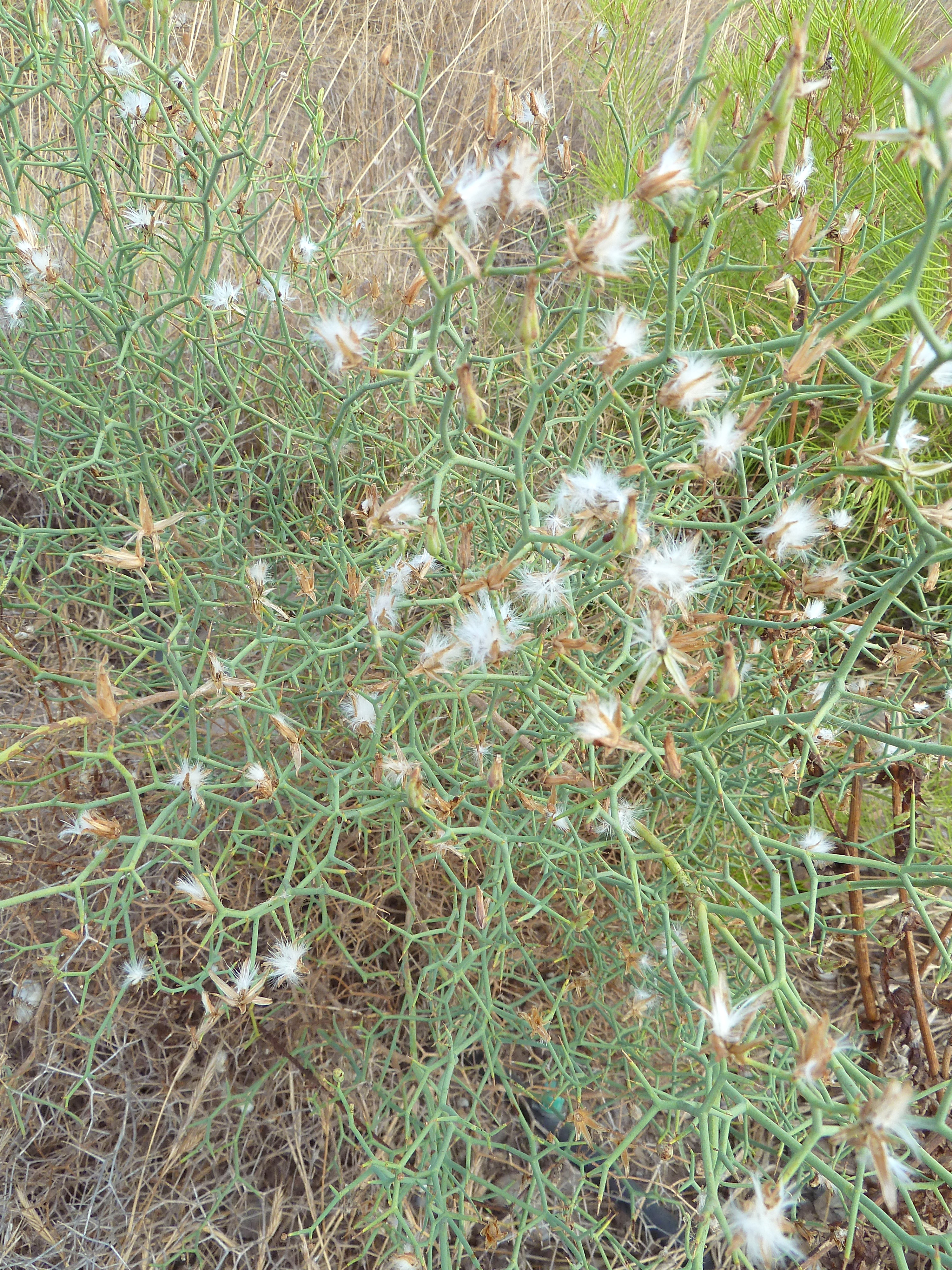
Aspecto general en fructificación

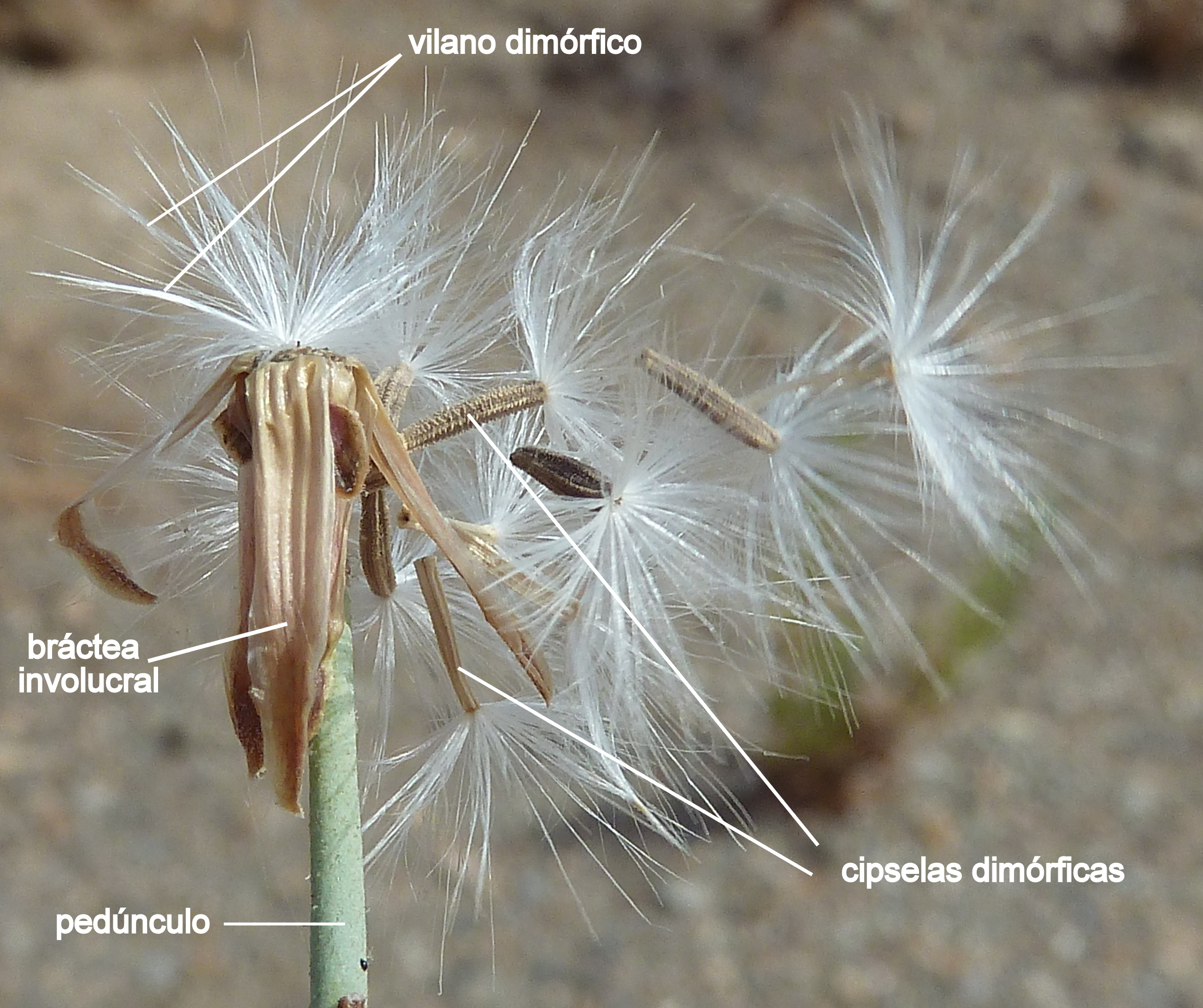
Capítulo en fructificación con cipselas dimórficas sub in situ

Launaea arborescens es una especie de planta arbustiva del género Launaea de la familia Asteraceae. 

## Descripción
Se trata de un arbusto de base leñosa, de aspecto denso y intricado, muy ramificado de forma zigzagueante (con ángulos de 80-100°), laticifero, de olor desagradable y de apariencia espinosa después de la caída de los capítulos, pues dichas 'espinas' son en realidad  seudoespinas derivadas de los pedúnculos capitulares modificados cuando dichos capítulos se hayan muerto, marchitado y caído. Mide 50-100 cm, pudiendo llegar a 150 cm, de altura y tiene raíces robustas, de profundo alcance vertical pero también de extensión lateral. Las hojas, generalmente algo suculentas, en roseta o concentradas en la base de los brotes ramales, son más o menos lineares, de 1 a 5 mm de ancho por 1-8 cm de largo, enteras o algo dentadas e, incluso, pinnatifidas, más o menos abrazadoras y decurrentes y tempranamente caducas. Cada brote sostiene un capítulo cilíndrico hasta cónico de 7-15 mm de alto con las brácteas involucrales externas imbricadas y con márgenes escariosos; las internas gradualmente más largas y lanceoladas. Rodean un receptáculo con 7-19 lígulas con el limbo de la corola de 5-8 por 2-3 mm y el ápice pentadentado, de color amarillo con el envés a menudo subrayado de rojizo. Las cipselas, algo dimórficas, de 2,5-5 por 0,7-1,3 mm, son de forma prismática, todas con 5 costillas principales, acompañadas de 2 secundarias, con arrugas transversales tuberculadas; las interiores estrechamente cuneadas y de color pardo claro, las periféricas algo curvadas y comprimidas, más espesas y de color pardo óscuro. Están coronadas por un vilano de 5-8 mm de largo, algo dimórfico, de numerosas setas más finas del centro hacía el exterior.

## Distribución y hábitat
Es una especie nativa de las zonas costeras del sudeste de España, Islas Canarias, Madeira, Cabo Verde y, también, de las zonas áridas y/o desértícas del noroeste de África hasta Mauritania. Su hábitat preferente es el propio de matorrales, más o menos alterados. Sufre presión de herbivorismo por parte del ganado caprino y ovino, cuando joven. Tolera medianamente la salinidad.

## Taxonomía
Launaea arborescens fue descrita originalmente por Jules Aimé Battandier en Bull. Soc. Bot. France, vol. 35, p. 391-392, 1888 como Zollikoferia arborescens Batt. (basiónimo), y ulteriormente attribuida al género Launaea por Svante Samuel Murbeck y publicado en Acta Univ. Lund., ser. 2, vol. 19(1), p. 65, 1923.
Etimología
- Launaea: nombre genérico dedicado a Jean-Claude Michel Mornant de Launay (1750-1816), abogado y naturalista francés.
- arborescens: prestado del latín y derivado de arbŏr, -bōs, árbol; de significado evidente, «arborescente».

Sinonimia
- Zollikoferia arborescens Batt., 1888 - basiónimo
- Zollikoferia arborescens var. cerastina Chabert, 1897
- Sonchus freynianus Huter & al., 1892
- Launaea freyniana (Huter & al.) Pau, 1928
- Launaea melanostigma Pett., 1960
- Prenanthes spinosa T.E.Bowdich, 1825, nom. illeg., non Prenanthes spinosa Forssk., 1775[1]

Citología
Número de cromosomas de Launaea arborescens: 2n=14.

## Nombre común
- Castellano: aulaga, cardaviejo, escarramoña, jadionda, papirondo, papoburrero, papovieja, paraviejo, pincho jediente, rascavieja, rascaviejas, rascaviejas real, volavientos[7]